# بیداری (فیلم ۱۹۸۰)
بیداری (انگلیسی: The Awakening) یک فیلم ترسناک به کارگردانی مایک نیوول محصول سال ۱۹۸۰ است.